# Affare Telekom Serbia

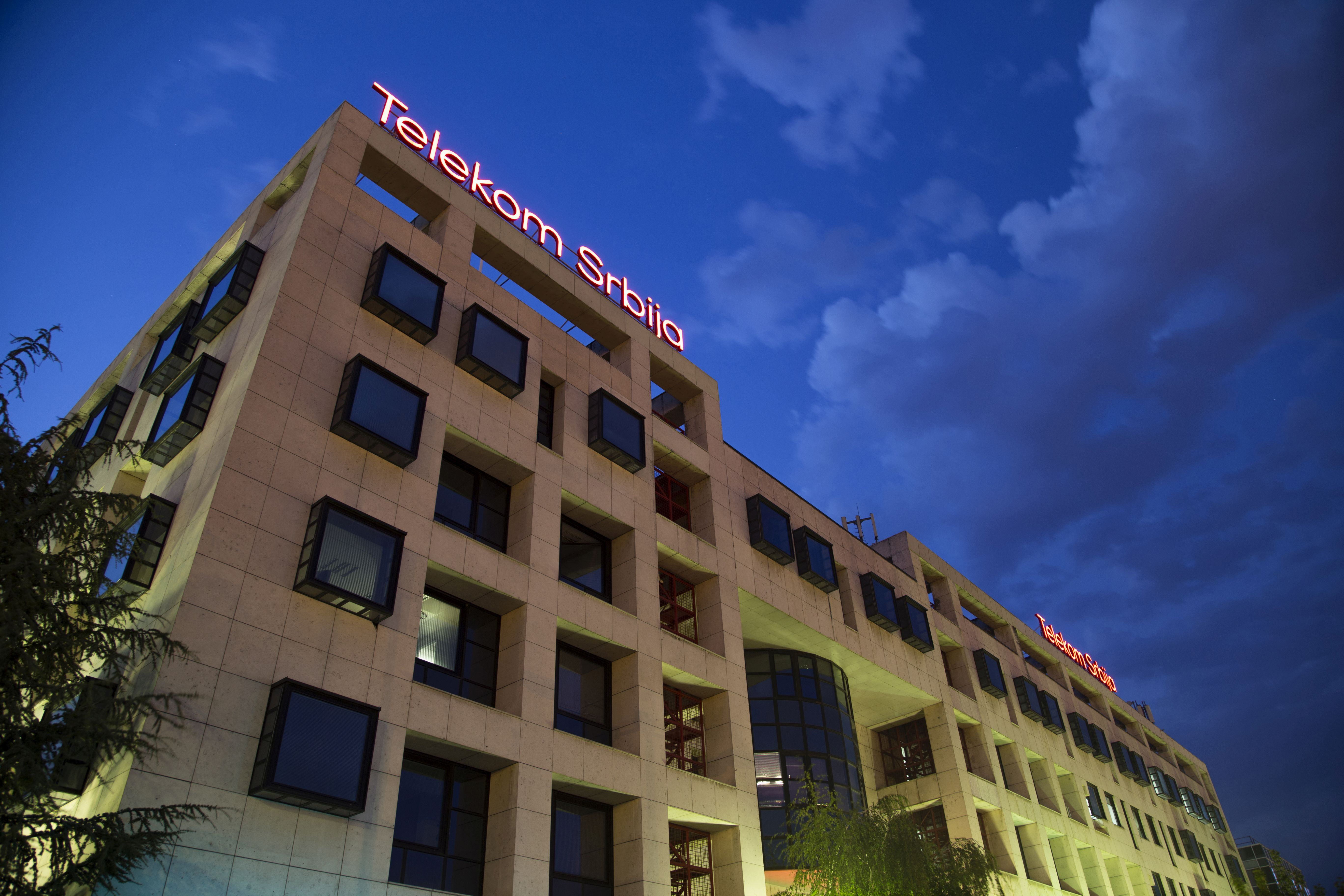
Sede di Belgrado di Telekom Srbija

Con il nome giornalistico di Affare Telekom Serbia si intende la vicenda giudiziaria che riguarda l'acquisto di azioni dell'azienda telefonica Telekom Serbia da parte di Telecom Italia.
Secondo la ricostruzione basata sulle dichiarazioni del faccendiere italiano Igor Marini, nel corso di tale compravendita sarebbero state pagate delle tangenti ad esponenti del centro-sinistra italiano, tra le quali una supposta tangente di 125 000 dollari versata a Romano Prodi e Lamberto Dini. Tali accuse si rivelarono totalmente infondate e le prove chiave prodotte a loro supporto si rivelarono dei falsi. La commissione parlamentare d'inchiesta istituita da Parlamento per fare luce sugli eventi, presieduta da Enzo Trantino, non formulò alcuna accusa diretta e non presentò alcuna relazione finale.
Nel 2005 l'indagine della Procura di Torino aperta nel 2001 sui vertici di Telecom del 1997 venne archiviata.

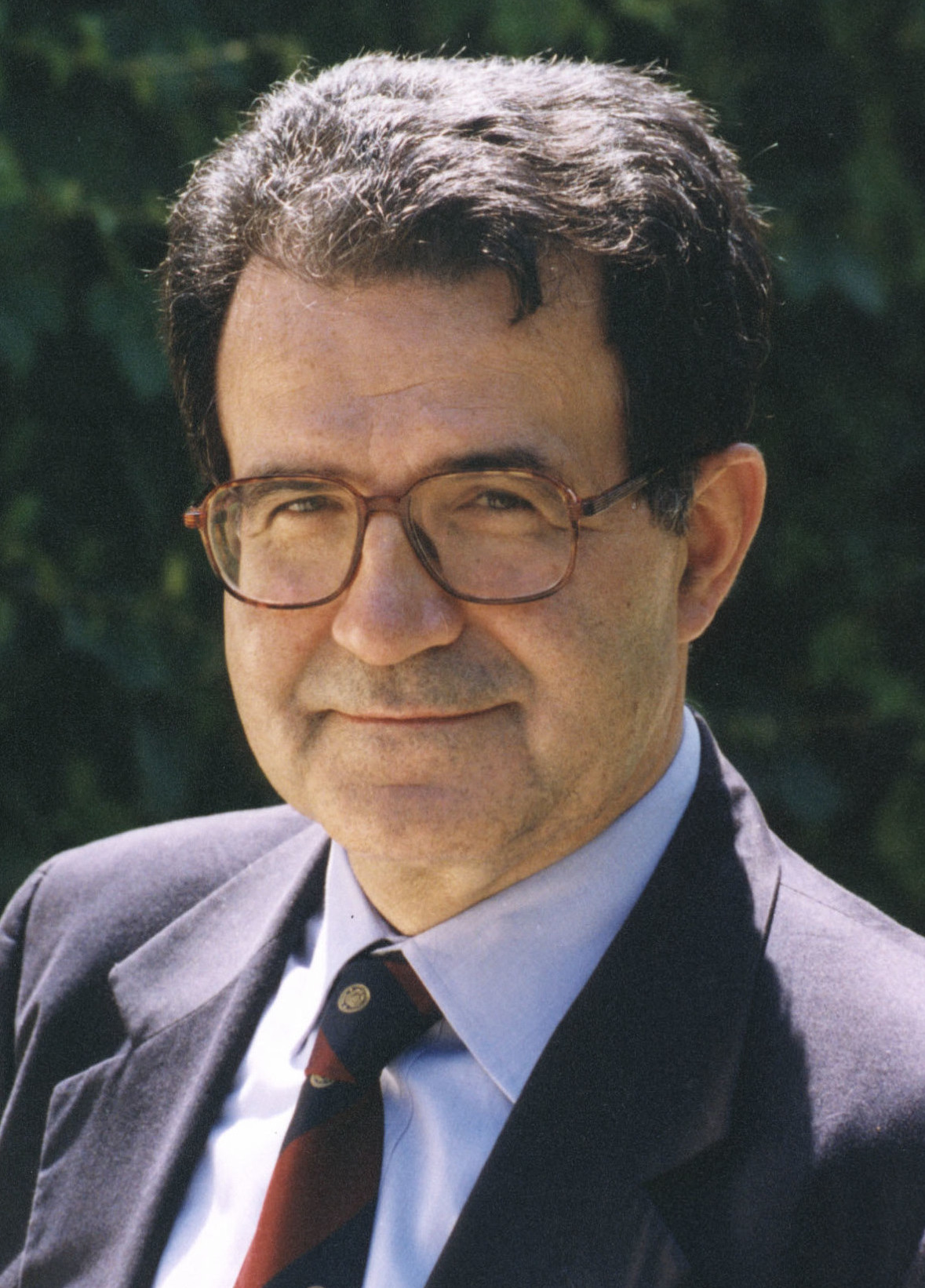
Romano Prodi nel 1999

## La vicenda
Nel 1997, durante il governo Prodi I (1996-1998), Telecom Italia (all'epoca controllata per il 61% dal Ministero del tesoro) acquistò il 29% di Telekom Serbia, operatore nazionale serbo di telefonia fissa ma anche editore della televisione pubblica, ad un prezzo pattuito di circa 893 milioni di marchi tedeschi (pari a 878 miliardi di lire italiane o ad oltre 453 milioni di euro).
Il 16 febbraio 2001 il quotidiano la Repubblica titolò in prima pagina: «Le tangenti di Milosevic-Telecom in Serbia: il protocollo segreto tra Roma e Belgrado». Scoppiarono violente polemiche, anche perché erano vicine le elezioni politiche. Sebbene l'accordo fosse avvenuto all'interno di un piano di espansione che aveva portato Telecom ad acquisizioni in diverse nazioni, in seguito alle elezioni la vicenda e il suo relativo sviluppo suscitarono l'interesse del Parlamento. La nuova maggioranza, guidata da Silvio Berlusconi, decise di istituire una commissione parlamentare d'inchiesta dedicata al caso. Il centro-sinistra negò la liceità della commissione, definendola uno strumento di propaganda, fino ad abbandonarne i lavori.
Secondo quanto regolavano le procedure in vigore fra le società a partecipazione statale e il Ministero del tesoro, Telecom Italia non era tenuta a informare né ad attendere autorizzazioni e poteva stabilire simili accordi di compravendita in autonomia, il che escluderebbe un ruolo di Romano Prodi nella vicenda. Questo sistema era stato predisposto dal ministro del tesoro Carlo Azeglio Ciampi in vista delle privatizzazioni che il governo aveva programmato, per meglio garantire i mercati da interferenze di tipo politico. D'altro canto, non è emerso alcun provvedimento attestante il "non obbligo" da parte delle società partecipate di informare il ministero del Tesoro, mentre finché tali società erano controllate dall'IRI tale obbligo esisteva. Dopo pochi mesi dall'accordo in Serbia, per la Telecom iniziò il processo di collocamento nel mercato di gran parte delle quote pubbliche.
Una delle accuse mosse ai responsabili delle operazioni è dovuta alla svalutazione delle quote di Telekom Serbia nel corso del tempo, dato che questo avrebbe comportato una perdita per lo Stato italiano stimabile nella differenza fra l'acquisizione del 1997 e la vendita effettuata nel 2003 (per un importo di 193 milioni di euro). Le azioni del Tesoro vennero infatti collocate mentre il titolo cresceva in Borsa, e la quota posseduta di Telekom Serbia iniziò a perdere valore quando lo Stato era in possesso di solo il 5% delle azioni. Evidente causa della perdita di valore dell'investimento (il cui controvalore venne confermato nei controlli effettuati all'atto della privatizzazione). Quella stessa quota supervalutata di Telekom Serbia fu poi rivenduta allo stesso governo di Belgrado per poco più di 300 miliardi, ovvero un terzo della somma a suo tempo versata, con una perdita di circa 600 miliardi per la controparte italiana.

Igor Marini prima del suo arresto

I vertici di Telecom, al pari di quelli di altre aziende europee (tra cui la compagnia telefonica greca OTE che era intenzionata ad entrare nell'affare acquistando il 20% di Telekom Serbia dalla quota del 49% rilevata da Telecom Italia) hanno potuto e sono voluti entrare in una situazione che vedeva una Serbia, uscente da un conflitto con la Bosnia, da diversi mesi liberata dall'embargo, revocato dall'ONU, e dalle direttive della Comunità europea, quindi potenzialmente aperta agli investimenti dall'estero.
L'accusa più pesante, tuttavia, fu quella di aver ricevuto tangenti dal presidente serbo Slobodan Milošević per finanziare la ricostruzione del Paese.
Dalle dichiarazioni del faccendiere italiano Igor Marini (ex attore, ha recitato col nome di Igor Zalewsky nel film "Noi uomini duri" e stuntman, sedicente conte, noto precedentemente nella cronaca rosa per essere stato per alcuni anni il marito dell'attrice Isabel Russinova ed infine condannato a cinque anni di carcere per calunnia aggravata ai danni di un magistrato romano), la commissione parlamentare d'inchiesta ricostruì una vicenda di tangenti pagate ad esponenti del centro-sinistra.
In un primo tempo Marini fece i nomi di Romano Prodi, Lamberto Dini e Piero Fassino, che si sarebbero nascosti rispettivamente dietro gli pseudonimi di "Mortadella", "Ranocchio" e "Cicogna", e li accusò anche di essere i mandanti di un tentato omicidio a suo danno. Successivamente il faccendiere coinvolse anche altri esponenti politici, sia del centro-sinistra come Walter Veltroni, Francesco Rutelli, ma anche Clemente Mastella (quest'ultimo all'opposizione del governo Prodi I). Marini chiamò in causa anche la moglie di Lamberto Dini e i cardinali Camillo Ruini e Carlo Maria Martini. Le notizie vennero rilanciate da una parte dei media e da Berlusconi, che affermò: «La vicenda Telekom Serbia è tutta una tangente».
Il punto di svolta nell'inchiesta avvenne con il viaggio a Lugano di una delegazione incaricata dalla commissione parlamentare e composta da due deputati, due funzionari di polizia, un magistrato-consulente e lo stesso Igor Marini. La delegazione doveva verificare l'esistenza dei documenti di cui aveva parlato il teste, che non furono trovati. Inoltre le autorità elvetiche non erano state opportunamente informate di quel viaggio, tanto che la delegazione fu fermata dalla polizia e trattenuta con l'accusa di «atti compiuti senza autorizzazione per conto di uno Stato estero» e per «spionaggio economico» secondo gli articoli 271 e 273 del codice penale elvetico. Dopo cinque ore di interrogatorio furono tutti rilasciati ad eccezione del solo Marini.
In seguito a questo evento il teste venne dimostrato essere non credibile, le sue dichiarazioni si rivelarono delle calunnie e vennero completamente smentite dalla magistratura. La prove chiave delle sue accuse, due ordini di versamento, si rivelarono dei falsi, secondo il settimanale L'Espresso. La commissione parlamentare non formulò alcuna accusa diretta e non presentò al Parlamento la relazione finale, come le imponeva la legge istitutiva (l. 99/2002). L'avvocato di Igor Marini ha sostenuto che dalla Svizzera era pervenuta solo una parte della documentazione richiesta. 
Il 21 aprile 2006 Maurizio De Simone, Giovanni Romanazzi e Antonio Volpe, tre dei testimoni chiave che avevano procurato alla commissione di inchiesta alcuni documenti relativi ad una supposta tangente di 125.000 dollari versata a Prodi e Dini, furono rinviati a giudizio per calunnia aggravata con l'accusa di aver fabbricato delle prove false.
Al termine della vicenda ci furono ancora strascichi di polemiche tra maggioranza e opposizione: i primi dissero che la commissione aveva accertato responsabilità politiche del governo Prodi per aver "finanziato una dittatura", mentre i secondi affermarono che la commissione aveva prodotto solo un castello di menzogne per screditare Prodi e l'opposizione. Fassino arrivò ad accusare palazzo Chigi di essere il mandante di Igor Marini e per questo fu anche querelato per calunnia da Berlusconi, richiedendo un risarcimento di 15 milioni di euro, in un procedimento per calunnia che finì con il proscioglimento di Fassino.

## Procedimenti giudiziari
Il 7 maggio 2005 il GUP della Procura di Torino Francesco Gianfrotta archiviò l'indagine aperta nel 2001 sui vertici di Telecom del 1997 (Tomaso Tommasi di Vignano e Giuseppe Gerarduzzi). Dalla richiesta di archiviazione emerse un particolare non penalmente rilevante che investiva l'onorevole Italo Bocchino, membro della commissione parlamentare d'inchiesta. Nel 2001 Bocchino ricevette dalla "Finbroker", società finanziaria con sede a San Marino, 2 miliardi e 400 milioni di lire per il quotidiano napoletano Roma (del quale Bocchino era editore). Quel denaro proveniva dai 14 miliardi di lire in contanti che erano stati percepiti dal conte Gianni Vitali per la sua mediazione nell'affare Telekom Serbia.
Il 20 settembre 2010 Igor Marini fu arrestato dai carabinieri di Torino, attuando un ordine di carcerazione spiccato dal tribunale torinese in esecuzione di una condanna a cinque anni per calunnia ai danni di Maria Bice Barborini, il magistrato che lo aveva interrogato nel 2003.
Il 10 novembre 2011 il Tribunale di Roma ha condannato Marini a dieci anni per il cosiddetto affare Telekom Serbia, per reati che vanno dall'associazione per delinquere finalizzata alla ricettazione di documentazione falsa e contraffatta, a diversi episodi di calunnia, con risarcimento dei danni a Francesco Rutelli, Donatella e Lamberto Dini, Walter Veltroni, Piero Fassino, Clemente Mastella e Romano Prodi.
Il 1 ottobre 2013 la Corte d'Appello di Roma confermò la colpevolezza di Marini, riducendo però la pena a 7 anni e 6 mesi di reclusione. La condanna fu confermata dalla Corte di Cassazione il 10 gennaio 2015.